# Hannah Mancini
Hannah Leah Mancini, conosciuta anche come Stella Mercury o solo Hannah, (Fresno, 22 gennaio 1980) è una cantautrice statunitense con cittadinanza slovena.

## Biografia
Hannah Mancini vive e lavora in Slovenia dal 2006. Con Sylvan e Mike Vale ha partecipato, nel 2011 alle selezioni slovene per l'Eurovision Song Contest, con il brano Ti si sisti che ha raggiunto la posizione numero 14 nella classifica Top Slovenija nel marzo 2011 ed è diventata popolare grazie ad alcune stazioni radiofoniche slovene. Nel 2013 è stata scelta per rappresentare la Slovenia all'Eurovision Song Contest 2013 che si è tenuto a Malmö in Svezia: si è esibita nella prima semifinale con il brano Straight Into Love, tuttavia non è riuscita a qualificarsi per la finale.